# José Lopes da Silva Viana
José Lopes da Silva Viana (? — ?) foi um político brasileiro.
Foi presidente da provícia de Minas Gerais, tendo assumido a presidência da província de 16 de julho de 1841 a 15 de janeiro de 1842 de 19 de abril a 22 de outubro de 1853.